# Obligación (filosofía)
En filosofía política y en filosofía moral, la obligación se distingue de la restricción. Mientras que la restricción describe una situación real en la cual se está forzado en los hechos o por las circunstancias a hacer alguna cosa, la obligación se refiere más bien a una situación en la que no debemos o no tenemos derecho a hacer alguna cosa.
Por tanto, mientras la restricción deriva de una situación de hecho, la obligación está directamente relacionada con la justicia o con el bien, léase con el bien común.
Así, un individuo puede estar restringido a no robar, porque la presencia de obstáculos o de circunstancias, hacen que el robo sea muy difícil o prácticamente imposible; pero otra cosa bien distinta es decir que un individuo tiene la obligación moral de no robar,  porque ello sería injusto para con sus semejantes y/o para la propia sociedad, y porque desde el punto de vista ético el propio individuo se autolimita o se prohíbe a sí mismo proceder de esta forma.
Uno de los problemas mayores de la filosofía política moderna, consiste en fundar la obligación de cumplir las leyes por parte de todos los ciudadanos. No se trata de buscar cómo hacer para que los ciudadanos obedezcan efectivamente las leyes, sino de buscar una forma política tal y una formación básica tal, que los ciudadanos sientan que no tienen derecho a no acatar las leyes porque se sienten moralmente obligados a ello.

## Enfoque multidisciplinar
Cada vez con más frecuencia, economistas, ingenieros industriales e ingenieros de sistemas, y especialistas con distintas orientaciones de las llamadas "ciencias duras", incursionan en estas temáticas antes casi exclusivamente reservadas a filósofos, humanistas, políticos, y especialistas en ciencias jurídicas (jueces, abogados, notarios, etc.).
Con toda evidencia, nuestra sociedad sufre actualmente una serie de problemáticas vinculadas con la corrupción, con la especulación, con los egoísmos nacionales, con el manejo del medio ambiente, y a pesar de los esfuerzos que se realizan en cuanto a esos asuntos, tanto desde los organismos internacionales como desde las organizaciones no gubernamentales y desde los movimientos sociales, los avances que se van obteniendo parecen ser mínimos y de muy escasos resultados inmediatos.

Índice de percepción de corrupción en el mundo en el año 2010.

Por ejemplo, si se repasan las dificultades de los países para alcanzar mayor progreso y desarrollo económico y social, una de las cuestiones que recurrentemente surge una y otra vez como una dificultad es el de la corrupción.
La corrupción es predadora de recursos, la corrupción es un obstáculo que dificulta la aplicación y la efectividad de las políticas sociales, la corrupción en más de un sentido degrada y problematiza a las administraciones públicas y empresas públicas, e incluso a las propias empresas privadas.
Estas cuestiones y sus eventuales soluciones obviamente son de gran complejidad y enorme diversidad, y por tanto son difíciles de resumir en un artículo de una enciclopedia, que por lógica debe tener una extensión limitada, pues el mismo debe ser un artículo con características de tal, y no debe ser un libro.
A pesar de la dificultad señalada, en esta sección se intentará dar idea de este asunto, o por lo menos idea de una de las estrategias propuestas, partiendo del concepto de seguridad industrial.
Una fábrica o cualquier ambiente de producción se dice seguro, en la medida que allí se produzcan muy pocos accidentes de trabajo o incluso ninguno, e independientemente de la calificación o del comportamiento de quienes allí se encuentren laborando.
La calificación de obreros y empleados por cierto es importante, pero la seguridad industrial no debe recaer principalmente allí. Un ambiente de trabajo debe ser seguro para todos quienes allí operen, incluso para el caso de operarios novatos, e incluso para trabajadores que puedan encontrarse bebidos o bajo los efectos de sustancias psicotrópicas, e incluso para quienes se encuentren gravemente perturbados por la enfermedad o el sufrimiento de un familiar, o por su especial situación económica, o por depresión, o por cualquier otro asunto negativo personal o familiar.
Y esta misma posición o filosofía perfectamente puede ser trasladada al conjunto de la sociedad en relación con obligaciones y restricciones.
Una comunidad o la sociedad toda debe entenderse como sana, en la medida que allí se produzcan muy pocos desvíos en cuanto a incumplimiento de leyes, reglamentaciones, y buenas normas de conducta, e independientemente de la calificación o comportamiento moral promedio de la población concernida.
La educación en valores de los ciudadanos por cierto es importantísima y necesaria, pero la buena marcha de una comunidad o de un grupo social no debería recaer principalmente en ella ni en el sistema represivo-punitivo que pudiera establecerse.
Un país o el mundo todo debe dar lo mejor de sí para asegurar la felicidad y el bienestar de la población concernida, tratando de conseguir justicia y equidad social en todos los aspectos y en todos los lugares, pero estos loables objetivos no deberían intentar alcanzarse basándose principalmente en la educación de los ciudadanos y/o en la eficiencia e importancia del sistema punitivo o disuasorio que pudiera establecerse.
Lo principal, lo más importante, sería implementar una organización social y una institucionalidad tal, de forma que en ese marco sea mucho más difícil que hoy día cometer ilegalidades, o desvíos económicos, o contrataciones complacientes, o sobornos de algún tipo.
Lo ideal sería establecer un marco social-institucional en el cual sea muy difícil sobornar puesto que ya no existiría dinero anónimo y puesto que en todos los ámbitos sería posible hacer un rápido seguimiento de largas cadenas de pagos; y lo ideal sería esto poder hacer, aun cuando un buen número de ciudadanos se encuentren muy dispuestos a sobornar y a presionar de distintas formas para que se les beneficie, en perjuicio de las administraciones estatales, o en perjuicio de algunas empresas privadas, o en perjuicio del medio ambiente, etc.
Lo ideal sería que fuera mucho más difícil que hoy día especular con valores y con transferencias de capitales, o especular actuando sobre las propias existencias monetarias, puesto que todas las monedas serían entonces nominativas así como todos los valores bursátiles y los derechos de todo tipo, y puesto que la especulación se desalentaría o se impediría a través de reglamentaciones varias, y de forma de permitir las inversiones de mediano y largo plazo, a la par de dificultar o impedir las operaciones de corto y muy corto plazo; y lo ideal sería esto poder hacer, aun cuando un buen número de ciudadanos se encuentren muy atentos y dispuestos, buscando lagunas reglamentarias o falencias de algún tipo, que permitan enriquecerse en forma rápida y a muy bajo riesgo, y de forma que bien podríamos calificar como moralmente cuestionable.